# Лепотица из Амхерста
„Лепотица из Амхерста” је југословенски ТВ филм из 1985. године. Режирао га је Станко Црнобрња а сценарио је написао Влада Петрић по делу Вилијама Лучеа.

## Улоге
| Глумац             | Улога                     |
| ------------------ | ------------------------- |
| Дара Чаленић       | Емили Дикинсон, песникиња |
| Љиљана Благојевић  |                           |
| Стојан Дечермић    |                           |
| Горан Букилић      |                           |
| Дубравко Јовановић |                           |
| Риалда Кадрић      |                           |
| Олга Познатов      |                           |